# مايك كورتيس (لاعب كرة قدم أمريكية)
مايك كورتيس (بالإنجليزية: Mike Curtis)‏ هو لاعب كرة قدم أمريكية أمريكي، ولد في 27 مارس 1943 في روكفيل في الولايات المتحدة.

## وصلات خارجية
- الموقع الرسمي
- مايك كورتيس على موقع مرجع كرة القدم المحترفة.كوم (الإنجليزية)